# Peyrillac-et-Millac
Peyrillac-et-Millac là một xã nằm ở tỉnh Dordogne trong vùng Aquitaine của Pháp.

## Thông tin nhân khẩu
| Năm    | 1962 | 1968 | 1975 | 1982 | 1990 | 1999 | 2005 |
| ------ | ---- | ---- | ---- | ---- | ---- | ---- | ---- |
| Dân số | 221  | 233  | 215  | 225  | 214  | 213  | 202  |